# Czynnik pierwszy

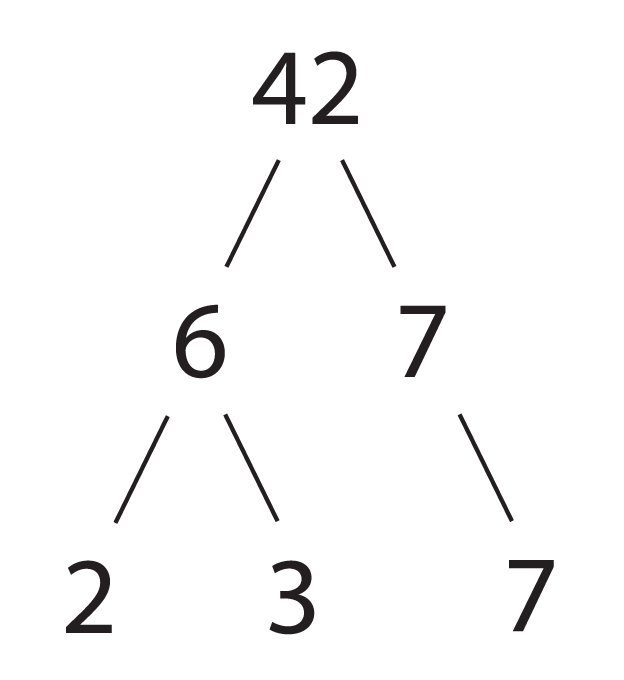
Diagram Hassego przedstawiający rozkład na czynniki liczby 42

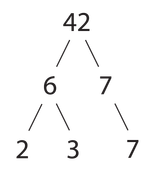
Inny diagram Hassego przedstawiający rozkład liczby 42 na czynniki – zaczyna się inaczej, ale kończy się jednakowymi czynnikami pierwszymi: 2,3,7

Czynnik pierwszy – dowolna liczba pierwsza, która dzieli bez reszty daną liczbę naturalną. Na przykład jednym z czynników pierwszych liczby 20 jest 5.
Jedna z podstawowych obserwacji dotyczących liczb naturalnych mówi: każda liczba naturalna większa od 1 jest albo pierwsza, albo ma przynajmniej jeden czynnik pierwszy. Z niej wynika kolejna: każda liczba naturalna większa od 1 jest pierwsza lub daje się zapisać w postaci iloczynu liczb pierwszych. Twierdzenie to nazywa się podstawowym twierdzeniem arytmetyki.
Przedstawienie danej liczby złożonej w postaci iloczynu czynników pierwszych nazywa się rozkładem liczby na czynniki pierwsze. Rozkład ten jest jednoznaczny w tym sensie, że wszystkie rozkłady danej liczby na czynniki pierwsze różnią się tylko ich kolejnością.
Na przykład: {\displaystyle 20=2\cdot 2\cdot 5=5\cdot 2\cdot 2=2\cdot 5\cdot 2=2^{2}\cdot 5.}
Dla czynników pierwszych prawdziwe są m.in. poniższe stwierdzenia:
- każda liczba złożona ma czynnik pierwszy, który nie przekracza pierwiastka kwadratowego z tej liczby;
- każda liczba naturalna postaci 4k + 3 jest albo pierwsza, albo ma przynajmniej jeden czynnik pierwszy tej postaci
  - {\displaystyle 63=4\cdot 15+3} i {\displaystyle 63=9\cdot 7,} przy czym {\displaystyle 7=4\cdot 1+3;}
- każda liczba naturalna postaci 6k + 5 jest albo pierwsza, albo ma przynajmniej jeden czynnik pierwszy tej postaci
  - {\displaystyle 119=6\cdot 19+5} i {\displaystyle 119=7\cdot 17,} przy czym {\displaystyle 17=6\cdot 2+5.}

Rozkład liczby naturalnej na czynniki pierwsze ma wysoką złożoność obliczeniową, co stanowi podstawę algorytmów stosowanych w kryptografii asymetrycznej (patrz np. klucz RSA).

## Rozkład liczby wymiernej na czynniki
Rozkład na czynniki pierwsze (inaczej faktoryzacja z angielskiego factorization) można też jednoznacznie wykonać dla dowolnej dodatniej liczby wymiernej {\displaystyle r.} Wówczas:
{\displaystyle r=2^{w_{2}}\cdot 3^{w_{3}}\cdot 5^{w_{5}}\cdot 7^{w_{7}}\cdot \ldots ,}
gdzie {\displaystyle w_{p}} są liczbami całkowitymi.
Taki rozkład ma duże znaczenie w teorii liczb, w szczególności służy do konstrukcji liczb p-adycznych.

## Algorytm rozkładu na czynniki pierwsze
Elementarnym sposobem rozkładu liczb na czynniki pierwsze jest wykonywanie kolejnych dzieleń, np.:
| 56\|2 28\|2 14\|2 7\|7 1\| |

Szukamy najmniejszej liczby pierwszej dzielącej daną liczbę (56). Jest to 2. Dzielimy: 56/2=28. Powtarzamy tę czynność dla kolejnych wyników aż do uzyskania w ilorazie liczby 1. Otrzymujemy wówczas wszystkie dzielniki pierwsze szukanej liczby. Na schemacie znajdują się one po prawej stronie.